# Tadż ol-Moluk
Tadż ol-Moluk (ur. 17 marca 1896 w Baku, zm. 10 marca 1982 w Acapulco) – czwarta żona Rezy Szaha Pahlawiego, matka Mohammeda Rezy Pahlawiego. W 1979 roku, z powodu rewolucji islamskiej, opuściła wraz z rodziną Iran. Zmarła na emigracji po długiej walce z białaczką.

## Potomstwo
- Szams Pahlawi
- Mohammad Reza Pahlawi (ostatni szach Iranu)
- Aszraf Pahlawi
- Ali Reza Pahlawi I